# Praga-Karlovy Vary-Praga
La Praga-Karlovy Vary-Praga (en txec: Praha-Karlovy Vary-Praha) era una cursa ciclista que es disputa a la República Txeca, entre les ciutats de Praga i Karlovy Vary. La cursa es creà el 1921 i des del 2007 dins a la seva desaparició el 2010 formà part de l'UCI Europa Tour.

## Palmarès
| Any       | Vencedor               | Segon               | Tercer             |
| --------- | ---------------------- | ------------------- | ------------------ |
| 1921      | Jozef Proda-Prochazka  | Antonin Peric       | Frantisek Zima     |
| 1922      | Bohumil Rames          | Karel Červenka      | Frantisek Zima     |
| 1923      | Karel Červenka         | Josef Urbanek       | Paul Köttl         |
| 1924      | No disputada           |                     |                    |
| 1925      | Karel Červenka         | Antonin Charvat     | Ladislav Brejla    |
| 1926      | Karel Červenka         | Antonin Peric       | Josef Urbanek      |
| 1927      | Ladislav Cisar         | Antonin Honig       | Antonin Peric      |
| 1928      | Antonin Chytil         | Ladislav Bruzek     | Antonin Peric      |
| 1929      | Ladislav Bruzek        | Karl Thallinger     | Josef Smisek       |
| 1930      | Ladislav Bruzek        | Antonin Honig       | Ladislav Cisar     |
| 1931      | Karel Frič             | Antonin Honig       | Jiri Novak         |
| 1932      | Karel Frič             | Jiri Novak          | Otta Hertl         |
| 1933      | Karel Frič             | Frantisek Haupt     | Karl Snobl         |
| 1934      | Leo Nielsen            | Frede Sörensen      | Josef Lošek        |
| 1935      | Frede Sörensen         | Eugen Schnalek      | Miloslav Krbec     |
| 1936      | Otakar Rozvoda         | Vaclav Lachout      | Hans Leutelt       |
| 1937      | Otakar Rozvoda         | Josef Lošek         | Miroslav Loos      |
| 1938      | Otakar Rozvoda         | Gottfried Weber     | Miloslav Krbec     |
| 1939-1945 | No disputada           |                     |                    |
| 1946      | Jan Veselý             |                     |                    |
| 1947      | Jan Veselý             |                     |                    |
| 1948      | Jan Veselý             |                     |                    |
| 1949      | Jan Veselý             |                     |                    |
| 1950      | Jan Veselý             |                     |                    |
| 1951      | Jan Veselý             |                     |                    |
| 1952      | Karel Nesl             |                     |                    |
| 1953      | Jan Kubr               |                     |                    |
| 1954      | Jan Veselý             |                     |                    |
| 1955      | Jan Veselý             | Robert Codemo       |                    |
| 1956      | Meunier                |                     |                    |
| 1957      | Josef Krivka           | Walter Renner       | Pavel Kovaru       |
| 1958      | Rudolf Revai           | Karel Nesl          | Miroslav Mares     |
| 1959      | Jan Kubr               | Wisner              | Betak              |
| 1960      | Rudolf Revai           |                     |                    |
| 1961      | Jaroslav Kvapil        |                     |                    |
| 1962      | Jaroslav Kvapil        | Rudolf Revai        | Bern Kral          |
| 1963      | Jan Smolík             | Josef Volf          | Emil Lesetecky     |
| 1964      | Jaroslav Kvapil        |                     |                    |
| 1965      | án Svorada             | Jan Palacek         | Bohumil Chvatil    |
| 1966      | Karl-Heinz Kacmierczak | Jan Smolík          | Henryk Wozniak     |
| 1967      | Petr Hladik            | Jan Smolík          | Vojtech Names      |
| 1968      | No disputada           |                     |                    |
| 1969      | Jiri Vlcek             | Pavel Jelen         | Vaclav Tkaczyscin  |
| 1970      | Antonin Bartonicek     | Jiri Kindl          | Ladislav Kalina    |
| 1971      | Jiří Háva              | Vaclav Pruzek       | Jiri Konecny       |
| 1972      | Zdenek Bartonicek      | Hynek Kubicek       | Jiri Zelenka       |
| 1973      | Emil Jörgen Hansen     | Jiri Zelenka        | Petr Buchacek      |
| 1974      | Vlastimil Moravec      | Rudolph Labus       | Karel Vavra        |
| 1975      | Michal Klasa           | Jiri Bartolsic      | Ludek Kubias       |
| 1976      | Zdenek Bartonicek      |                     |                    |
| 1977      | Zdenek Hebeda          | Siegbert Schmeisser | Theodor Cerny      |
| 1978      | Theodor Cerny          | Tomas Czatho        | Petr Krupicka      |
| 1979      | Martin Götze           | Aloïs Dohnal        | Vendelin Kvetan    |
| 1980      | Theodor Cerny          | Thomas Barth        | Leczislav Michalak |
| 1981      | Hans-Joachim Hartnick  |                     |                    |
| 1982      | Vendelin Kvetan        | Otakar Fiala        | Wolfgang Lötzsch   |
| 1983      | Vladimir Dolek         | Lutz Lötzsch        | Jorg Höhler        |
| 1984      | Josef Dvorak           | Jiri Pavlicek       | Aloïs Dohnal       |
| 1985      | Jiri Travnicek         | Lutz Lötzsch        | Rotislav Veteska   |
| 1986      | Wolfgang Lötzsch       | Milan Jonak         | Josef Perny        |
| 1987      | Stanislav Mäsiar       | Jan Habera          | Jaroslav Buchtic   |
| 1988      | Miroslav Sýkora        | Ladislav Bednar     | Karel Kaiser       |
| 1989      | Otakar Fiala           | Pavel Tomastik      | Tomas Velecky      |
| 1990-2005 | No disputada           |                     |                    |
| 2006      | Matija Kvasina         | Lubor Tesař         | Petr Benčík        |
| 2007      | Stanislav Kozubek      | Roger Kluge         | Martin Hačecký     |
| 2008      | Eric Baumann           | Dirk Müller         | František Raboň    |
| 2009      | Danilo Hondo           | Marko Kump          | Grega Bole         |
| 2010      | Andreas Schillinger    | Stefan Schäfer      | Leopold König      |